# Кінний монумент Верцингеториксу
Кінний монумент Верцингеториксу — монумент роботи французького скульптора Фредеріка Бартольді на честь кельтського ватажка Верцингеторикса Галлії, що очолив військовий спротив римським воякам-колонізаторам на чолі з Юліем Цезарем.

## Цезар на шляху до перемог і збагачення
Гай Юлій Цезар походив із стародавнього і знатного патриціанського роду Юліїв. У 82 році до н. е. Рим завоювали суллянські війська і диктатором став Сулла. Спершу він скасував усі закони, прийняті Марієм і Цінною. Їх прибічники були покарані. Цезар був усунений з посади жреця Юпітера. Потім від нього вимагали розлучення з Корнелією, донькою консула Л. Корнелія Цінни, з якою він узяв шлюб, аби підвищити власний статус. Але Цезар не виконав наказу Сулли, ризикуючи потрапити у проскрипційні списки. Це обернулося погано для Гая Юлія: посаг Корнелії було конфісковано, а Цезар позбавлений спадку. Під загрозою арешту, переодягнений, хворий на лихоманку, Цезар блукав в Сабінській області. Та, не зважаючи на всі застережні заходи, його схопив суллянський патруль. Цезар викупив своє життя за хабар у 12 000 динарів.
Цезар загартовувався в іспитах і набував досвіду в тісних коридорах римської політики.

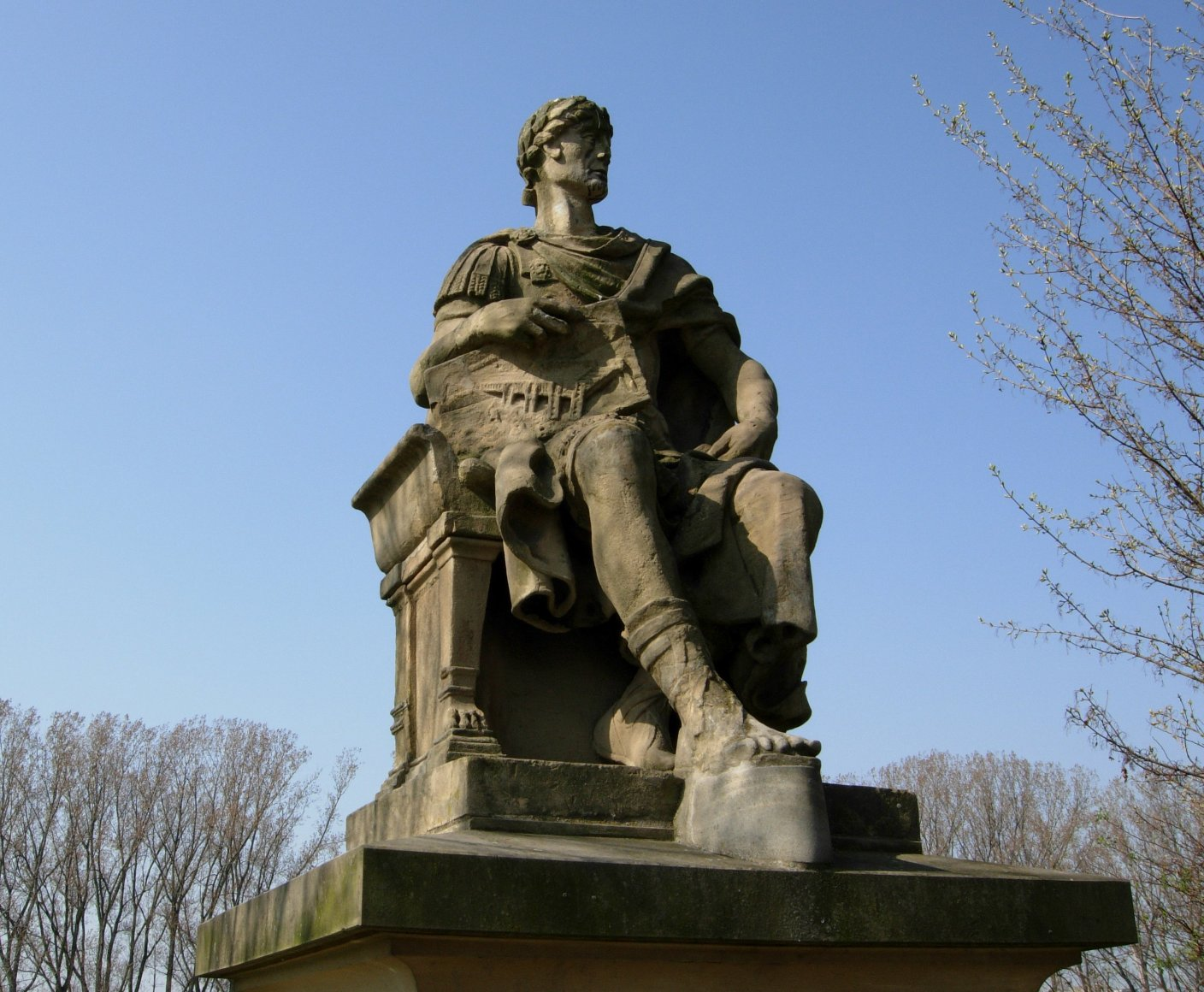
Юлій Цезар.

Найкоротший шлях до популярності і збагачення для римського політика — загарбницька війна. І Цезар стає військовим. В черговий раз уникаючи суда, він виборов посаду консула, а потім намісника в Далмацію. Навіщо ? А посада намісника (за римським законом) робила його непідвладним римському суду. Досягав він і другої мети — загарбницькі війни на кордонах імперії значно збагачували. Так почали спрацьовувати на його користь хитрість, хамство і цинізм. Тепер він спирався на міць армії, що стане непоборним козирем в політичній боротьбі. Аби набути популярності, Цезар їсть просту військову їжу, робить з вояками пішохідні марші, хоча має коня, зовнішньо стає «своїм» для жорстоких римських вояків. В цей час закінчувалось формування римського легіона як дійової військової одиниці. Римський легіон — це 7000 вояків, кіннота і піхота, примітивна артилерія, військові інженери, стінобитні машини і власний штаб. Все це майстерно використано і при осаді міста Алезія в Галлії, де римляни билися з кельтськими повстанцями на чолі з Верцингеториксом. (Кельти не мали чіткої власної державності, не були єдиним народом і не мали столиці на кшталт Риму. Слушна нагода викорінити, повністю знищити повсталих в одному місці і випала Цезарю в Алезії).
Стан повсталих був трагічним. За римської тактикою якщо на місто накладали облогу, її не знімали до перемоги чи знищення міста. Усі зв'язки кельтів-галлів з зовнішнім світом були блоковані. Аби позбавити страждань дітей і жінок, ватажок випустив з блокованого міста дітей і жінок, яких кельти поважали більше, ніж римляни. Він плекав надію, що римляни їх пропустять. Римляни перебили кельтських жінок, а залишки перетворили на рабів. Аби перешкодити кельтам зайти в тил, створили нову оборонну лінію, а власне військо розташували між двох оборонних смуг з вежами і мурами. Тактика оборони з фронту і з тилу спрацювала — збентежені необорністю римських вояків — кельти були вимушені здатися. В полон потрапив і Верцингеторикс.

## Доля переможеного

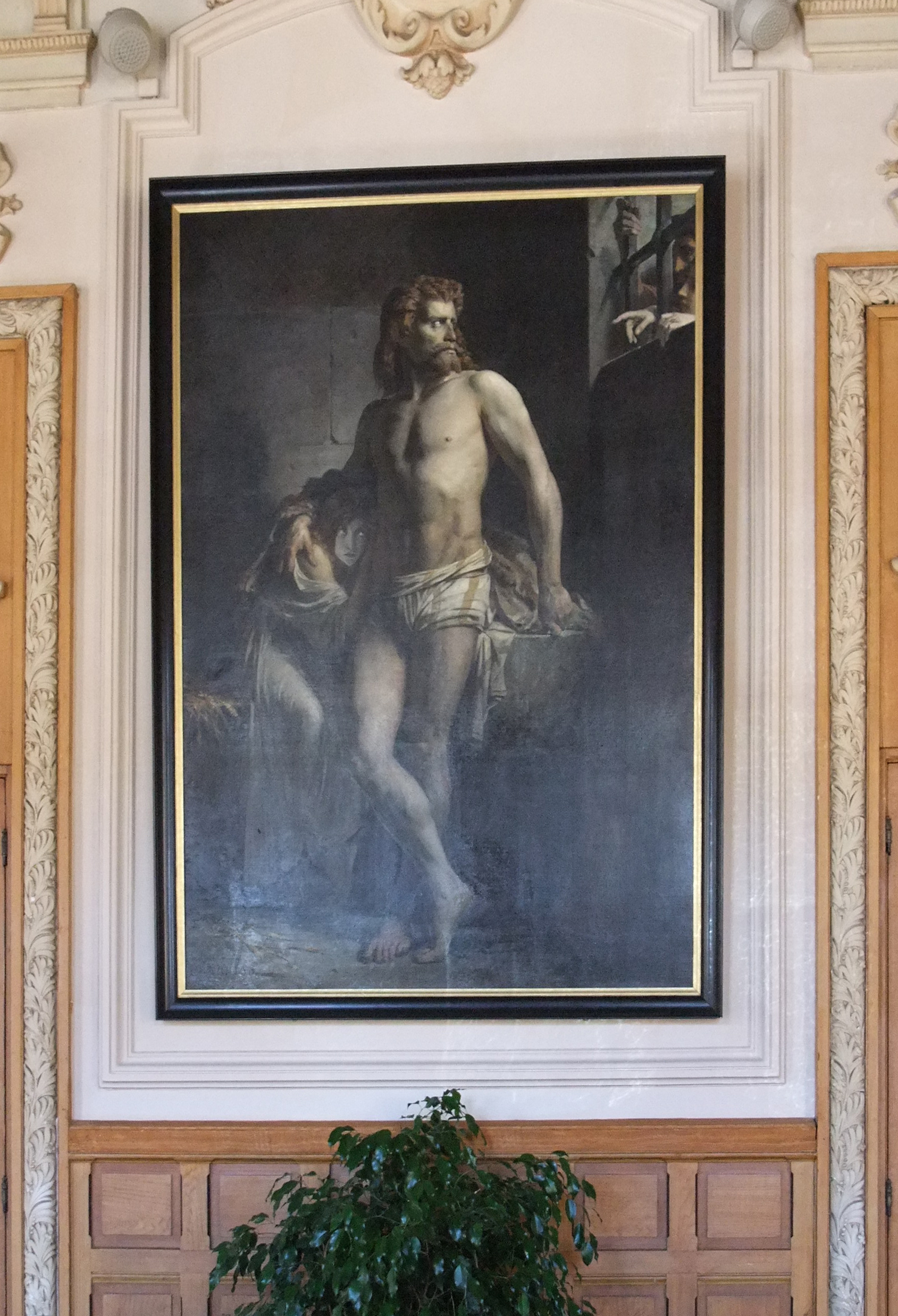
Верцингеторикс в римській в'язниці

Кельти ще не мали власної писемності. Існувала лише усна традиція. Тому історики вимушені вивчати записи самого Цезаря, пристрасні і створені з позицій переможця, здатного засуджувати противника і підкреслювати його недоліки. Все це притаманно і записам Цезаря.
Перемога в Алезії надзвичайно зміцніла позиції Цезаря. Адже була захоплена родюча земля Галлії з лісами і покладами золота. Полонених кельтів роздали римським воякам як рабів. Збагатився і сам Цезар. Закутого в кайдани Верцингеторикса провели за колісницею Цезаря тріумфальною ходою в Римі, а потім доправили у в'язницю. Він перебуватиме там більше п'яти років. Його стратили під час чергового ритуального свята в Римі в серпні-вересні 46 року до н.е, бо в Римі він вже нікому не був потрібен.
Можливо, до цього періоду належать і перші описи його зовнішності — високий, стрункий, з довгими вусами і кудлатим волоссям, типовий варвар за римською уявою(римляни голили обличчя).

## Наслідки колонізації Галлії

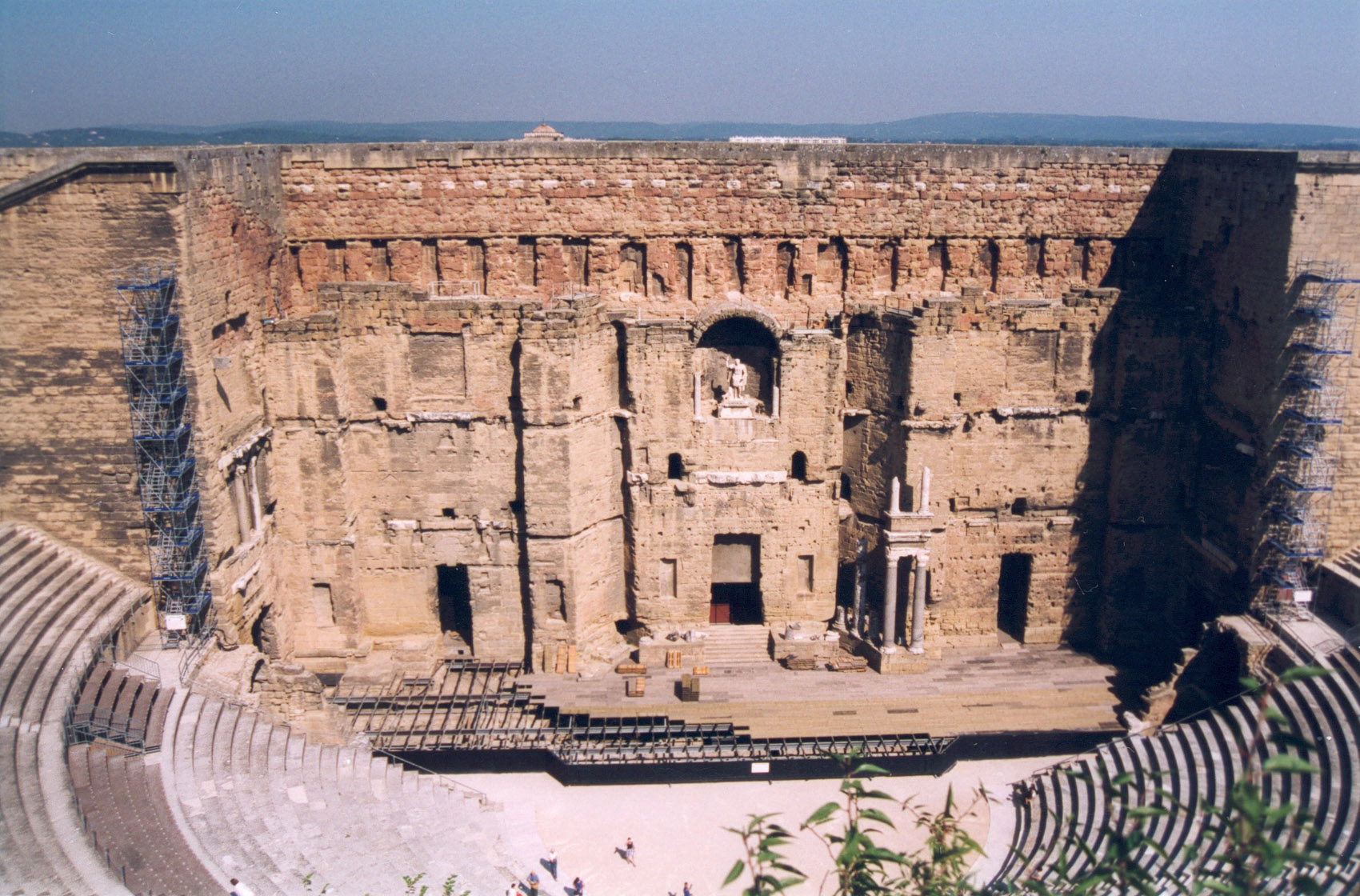
Вигляд сцени в римському театрі міста Араузіон(нині місто Оранж, сучасна Франція, на 2005 рік

Наслідки колонізації Галлії були досить вигідними для римлян. Кельтські племена були досить швидко романізовані на відміну від англо-саксів в Британії чи німецьких племен. Римляни заселили південну і центральну Галлію, бо пройшло зсунення зацікавленості політики Риму з узбережжя Середземного моря на території кельтів. Цього не було навіть після перемог над Карфагеном, Грецією, Юдеєю, Іспанією. Відтепер розвиток західноєвропейської цивілізації пішов за давньоримським сценарієм. Склалася не грецька (рабовласницька демократія), а римо-гальська модель (централізована влада на чолі з імператором). Ця модель приваблюватиме європейських монархів століттями.
Раптово саме з цього періоду в Стародавньому Римі почалася і карбування золотих монет[джерело?], бо багаті на золото родовища галлів стали римськими. Галлія вкрилася римськими військовим таборами, казармами і храмами, містами і заміськими віллами, цирками, театрами і шляхами.

## Передумови створення монументу

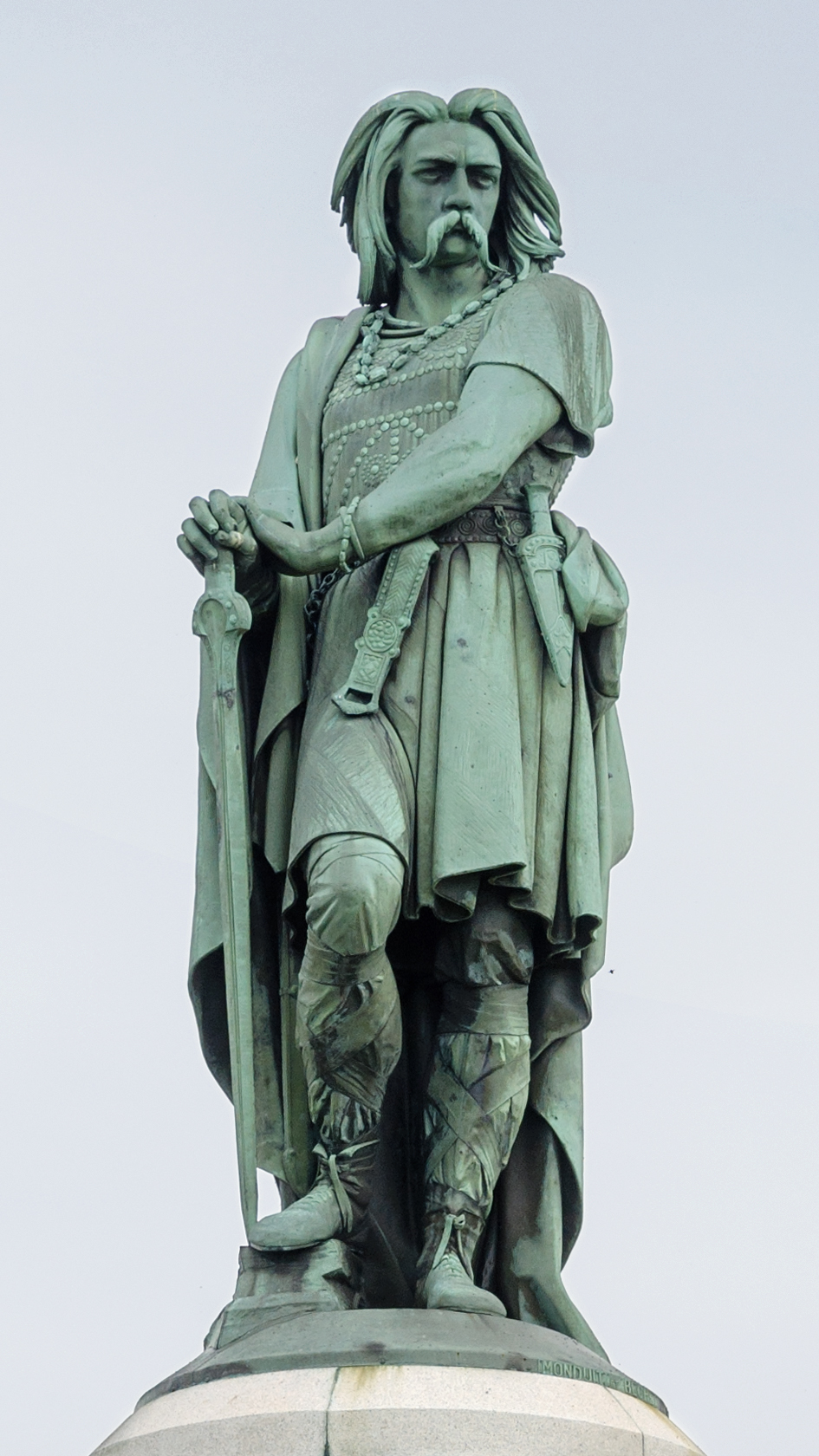
Монумент скульптора Еме Мілле, 1856 рік

До 19 століття про Верцингеторикса історики не згадували. Честь відкриття наново історичного персонажа належить письменникові Амеде Тьєрі, що оприлюднив книгу «Історія галлів з стародавніх часів». Тьєрі теж іде за суб'єктивними описами Цезаря, але подав романтизовану постать ватажка, що сприяло популярності книги. Справу популярної реабілітації Верцингеторикса продовжив письменник Анрі Мартин в книзі «Популярна історія Франції» (1867–1875), де вже подав ватажка білявим героєм з блакитними очима.
На хвилі вивчення власної історії і національного самоусвідомлення у Франції середини 19 століття, ідеалізована постать Верцингеторикса стала сприйматися урядом імператора Наполеона III як уславлений попередник французької нації. За його наказом був створений перший монумент Верцингеториксу з бронзи семи метрів заввишки. Відсутність точних даних про зовнішніть давно загиблого ватажка — не бентежила. Його зовнішність відтврили умовно — високий, стрункий, з довгими вусами і кудлатим волоссям, типовий варвар за… давньоримською уявою (скульптор Еме Мілле, 1856 рік).
Свій варіант монументу ватажку гальських кельтів створив і відомий буржуазний скульптор Фредерік Бартольді (1834—1904) в 1860-ті рр. Праця над монументом та його розташуванням в Клермон-Феррані розтяглася майже на 40 років.

## Опис твору

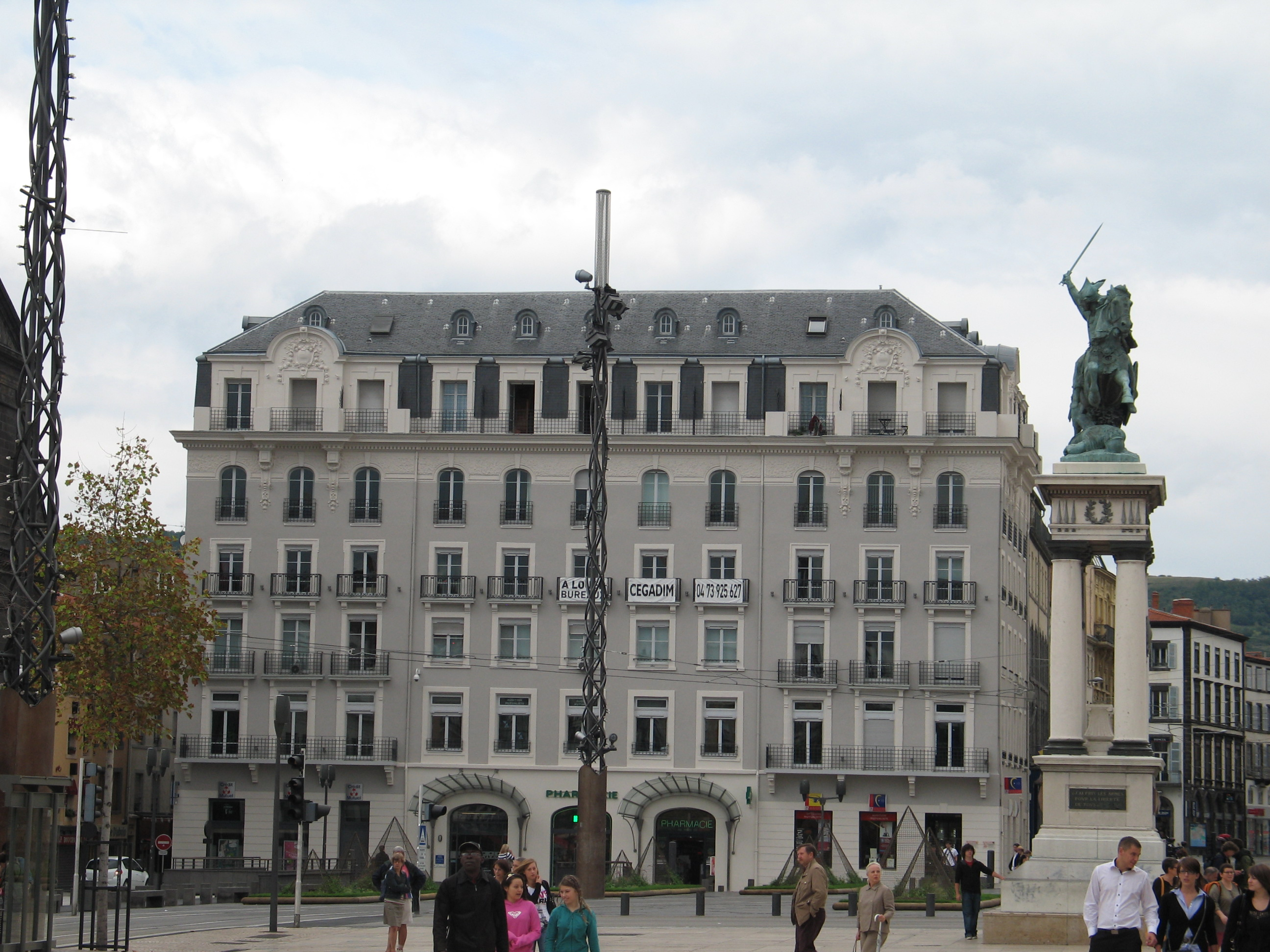
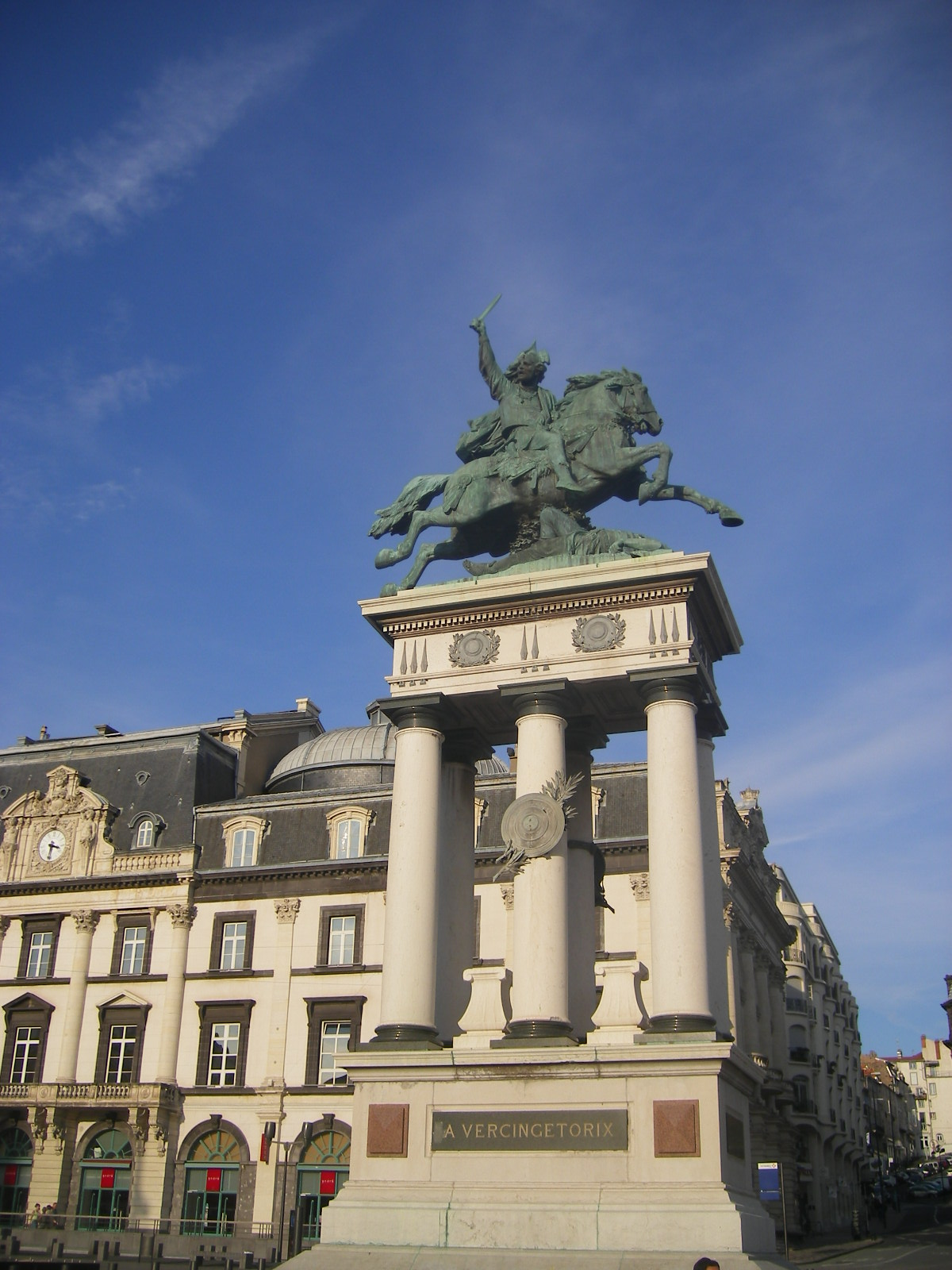
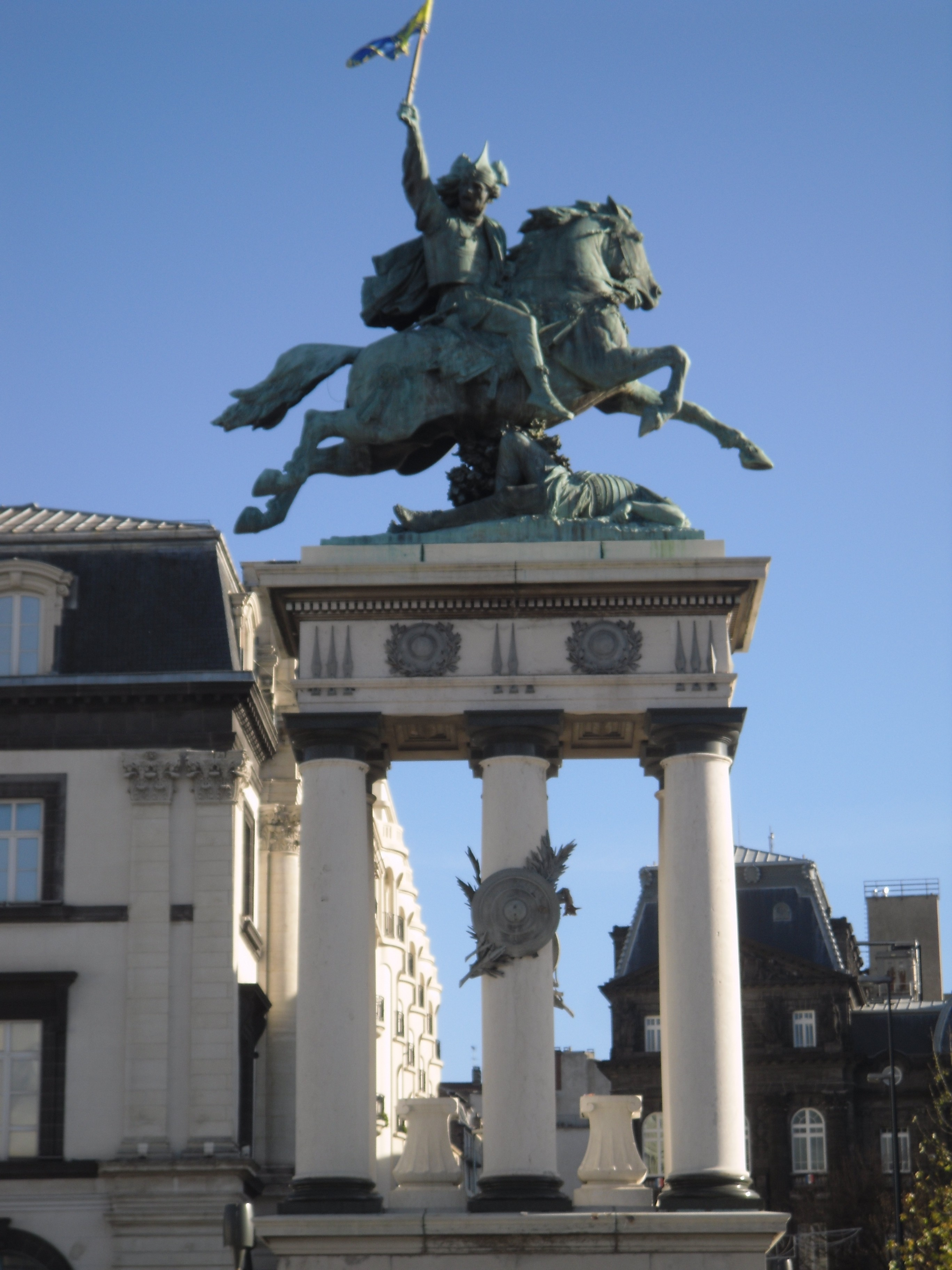
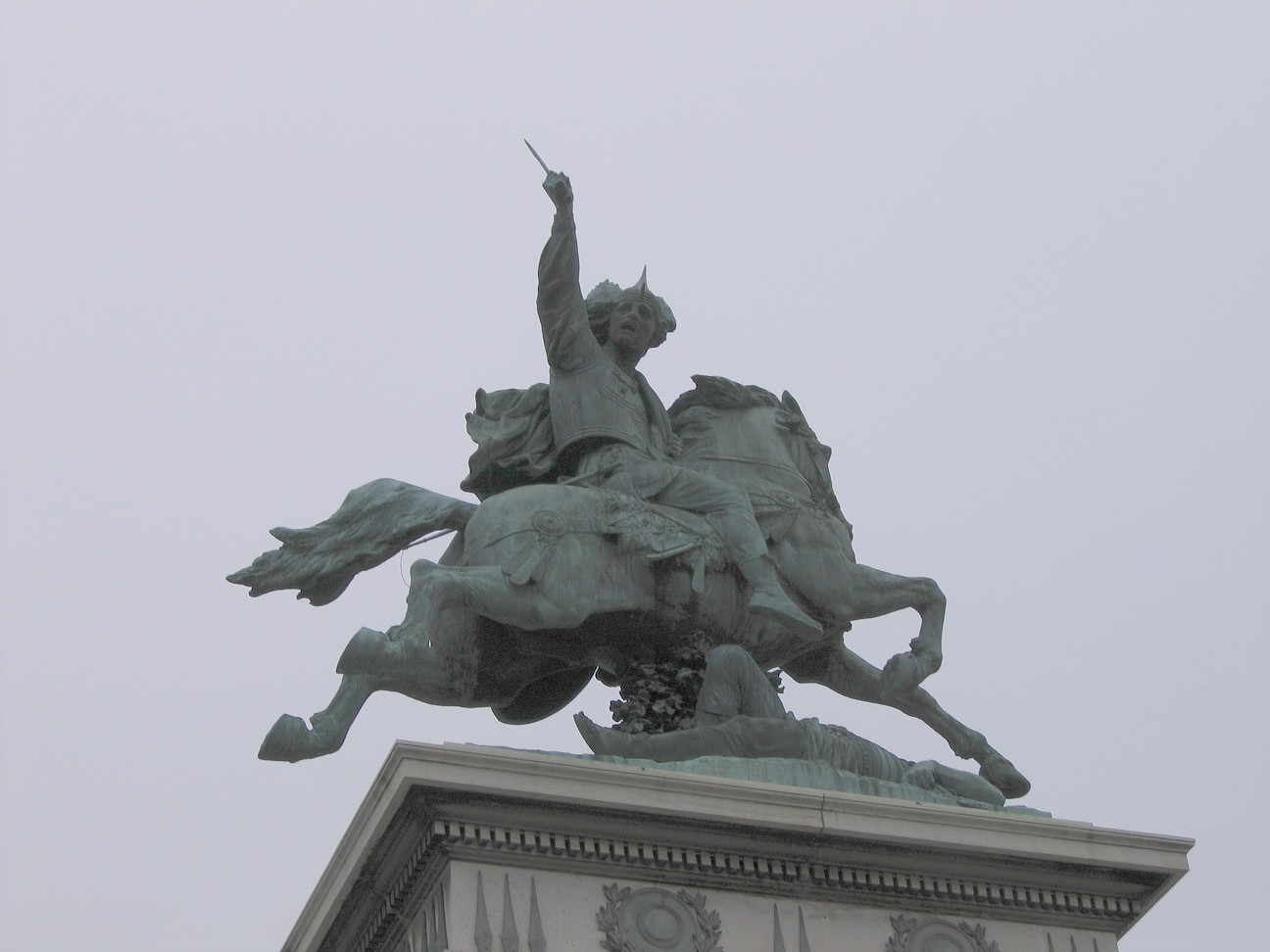

На складному постаменті з шести колон височить кінний монумент кельтського ватажка. Він поданий у героїчній позі і ніби надихає послідовників мерщій залучатися до атаки. Кінь поданий скульптором в стрімкому галопі, коли всі чотири ноги тварини опинилися в повітрі. Знизу, з площі мало видно кущ під конем, що і слугує опорою коня і вершника. Під ногами Верцингеторикса — розчавлений давньоримський вояк. Одяг, обличчя і обладунки Верцингеторикса відтворені умовно історичними. Монумент, однак, досить вдалий і можливо, найромантичніший з усіх творів скульптора, що більш уславився через узагальнену, нічим не стривожену, академічно сухувату статую свободи в гавані Нью-Йорку.